# Фердинанд Пий Бурбон-Сицилийский, герцог ди Калабрия
Фердинанд Пий Бурбон-Сицилийский (итал. Ferdinando Pio Maria; 25 июля 1869, Рим — 7 января 1960, Линдау) — герцог ди Калабрия, глава Бурбон-Сицилийского Дома и претендент на королевский трон Обеих Сицилий (26 мая 1934 — 7 января 1960).

## Происхождение
Старший сын и наследник принца Альфонсо Бурбон-Сицилийского, графа Казерта (1841—1934) и принцессы Марии Антуанетты Бурбон-Сицилийская (1851—1938).
Изоначально Фердинанд служил в испанской армии, а после ухода со службы имел почетное звание команданта Генерального штаба испанской армии. 1 марта 1911 года он был назначен ингабером Королевского баварского 6-го полевого артиллерийского полка, который был переименован в его честь. Он имел звание обер-лейтенанта баварской армии. 
В Первой мировой войне, он принял участие в боевых действиях на Западном фронте в Аррасе и Ла-Бассе.  6 июня 1915 года он был назначен адъютантом в штабе недавно сформированной 11-й Баварской пехотной дивизии.  Дивизия принимала участие в боевых действиях на Восточном и Западном фронтах, а также в кампаниях в Сербии и Румынии.
С титулом герцога Калабрийского он был главой Бурбонов-Сицилийских с 1894 года и, таким образом, претендентом на трон исчезнувшего Королевства Обеих Сицилий. После его смерти в 1960 году, главенство в доме стало оспариваться принцем Раньери, герцогом Кастро, и Инфанте Альфонсо, герцогом ди Калабрия. Спор так и не решен.

## Семья
31 мая 1897 года в Мюнхене принц Фердинандо женился на принцессе Марии Людовике Терезии Баварской (6 июля 1872 — 10 июня 1954), старшей дочери последнего короля Баварии Людвига III (1845—1921) и Марии Терезии Габсбург-Эсте (1849—1919). Брак принес им шестерых детей:
:
- Мария-Антуанетта (16 апреля 1898 — 11 января 1957), замужем не была. Детей не имела. Погибла в автокатастрофе
- Мария-Кристина (4 мая 1899 — 21 апреля 1985), вышла замуж в 1948 за Мануэля Сотомайор-Луна (1884—1949), вице-президента Эквадора. Детей у них не было.
- Руджеро Мария (7 сентября 1901 — 1 декабря 1914), герцог Ното.
- Барбара Мария Антуанетта Леопольда (14 декабря 1902 — 1 января 1927), вышла замуж в 1922 за графа Франца Ксавье цу Штольберг-Вернигероде (1894—1947), 4 детей:
  - Элизабет Бона Штольберг-Вернигероде (17 апреля 1923 — 8 октября 2012), 26 января 1944 года, вышла замуж за Рюдигера фон Стиллфрид и Раттоница (1923—2014). Супруги имели 3 детей.
  - Мария Жозефа Габриэле Антония Гебхарда Штольберг-Вернигероде (11 мая 1924 — 14 сентября 1986), замужем не была. Детей не имела.
  - Антон Штольберг-Вернигероде (4 июля 1925 — 16 сентября 2002), женат не был. Детей не имел.
  - Софи Мари Антуан Хенрике Таддеа Габриэле Штольберг-Вернигероде (12 декабря 1926 — 25 октября 1987), замужем не была. Детей не имела.
- Лючия Мария Раньера (9 июля 1908 — 3 ноября 2001), вышла замуж в 1938 за Евгения Савойского (1906—1996), 5-го герцога Генуэзского, герцога Анконского, сына принца Томаса Савойского, 2-го герцога Генуэзского (1854—1931) и Изабеллы Баварской (1863—1924), одна дочь:
  - Мария Изабелла Савойская-Генуэзская (род. 23 июня 1943), 29 апреля 1971 года в Лозанне, сочеталась браком с Альберто Фриоли (род. 1943). Супруги имели 4 детей.
- Уррака Мария Изабелла Каролина Альдегонда (14 июля 1913 — 3 мая 1999), замужем не была. Детей не имела.

## Награды и звания
- Великий магистр ордена Святого Януария
- Великий магистр Констиновского ордена Святого Георгия
- Великий магистр ордена Святого Фердинанда и Заслуг
- Великий магистр ордена Святого Георгия и Воссоединения
- Великий магистр Королевского ордена Франциска I
- Кавалер испанского Ордена Золотого руна
- Кавалер баварского ордена Святого Губерта
- Кавалер Ордена Святого Благовещения
- Бальи кавалер Большого креста чести и преданности Мальтийского ордена
- Кавалер Ордена Карлоса III